# Операція «Суверенітет»
Операція «Суверенітет» (ісп. Soberania) — планована військова операція армії Аргентини, що не відбулась, в рамках аргентинсько-чилійського конфлікту 1978 року через острови Піктон, Леннокс і Нуева у протоці Бігля.

## Історія
Операція була спланована аргентинськими військовими через відмову Чилі переглядати питання щодо островів. На кордоні цих держав почастішали повітряні провокації. Аргентину підтримували європейські країни. США утримувались від усяких дій.
Операцію було скасовано в останній момент. Ватиканський представник, кардинал Антоніо Самора посадив Віделу й Піночета за стіл перемовин.